# Byathanal, Hangal
Byathanal là một làng thuộc tehsil Hangal, huyện Haveri, bang Karnataka, Ấn Độ.